# Loxostege
Loxostege är ett släkte av fjärilar som beskrevs av Jacob Hübner 1825. Enligt Catalogue of Life ingår Loxostege i familjen Crambidae, men enligt Dyntaxa är tillhörigheten istället familjen mott.

## Bildgalleri

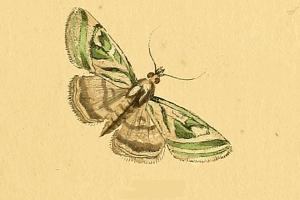
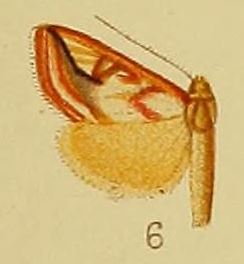
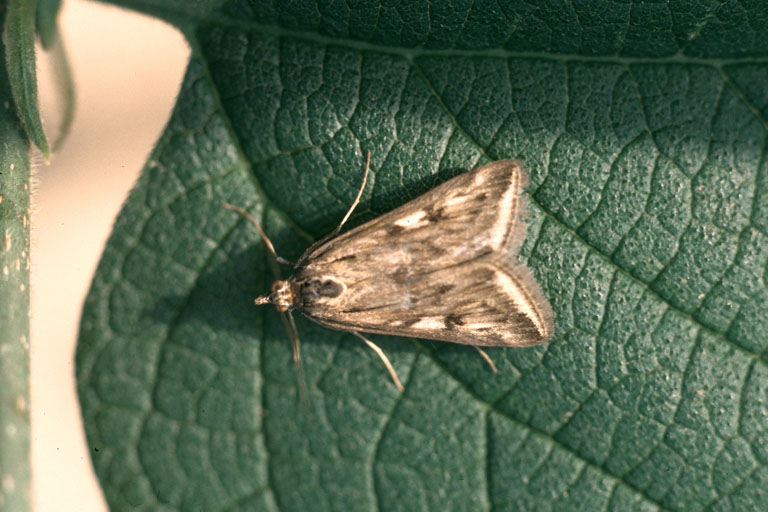
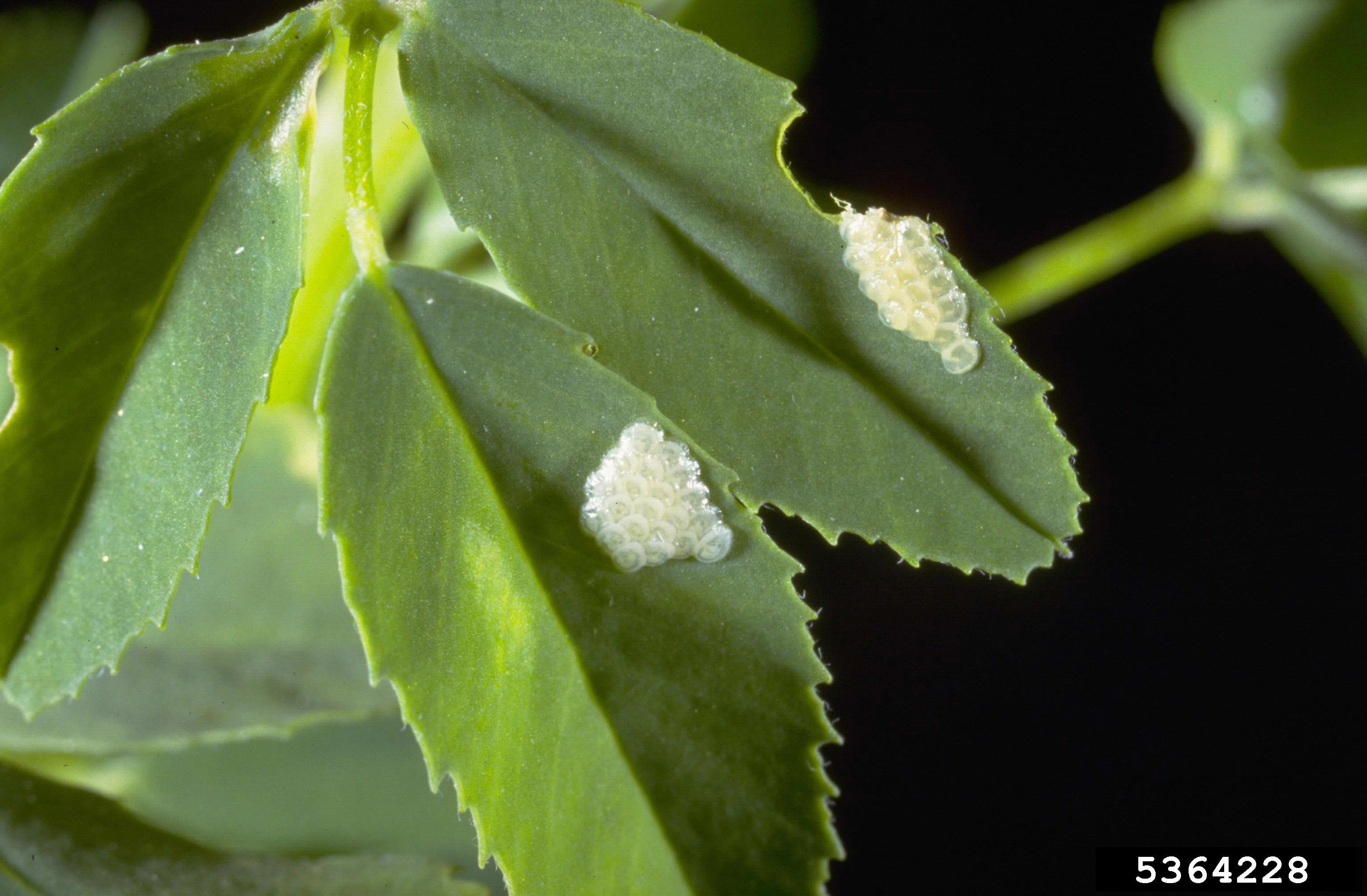
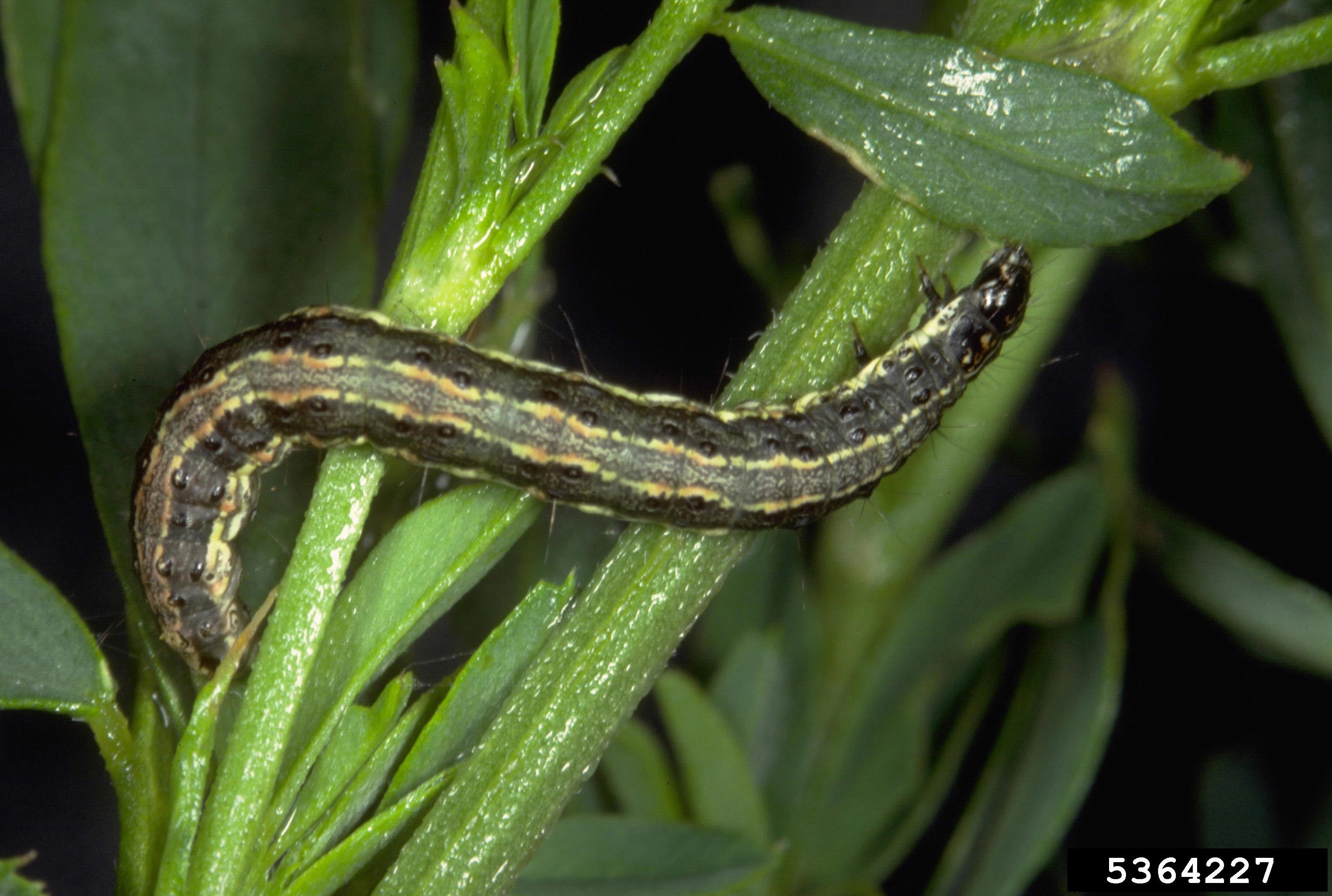
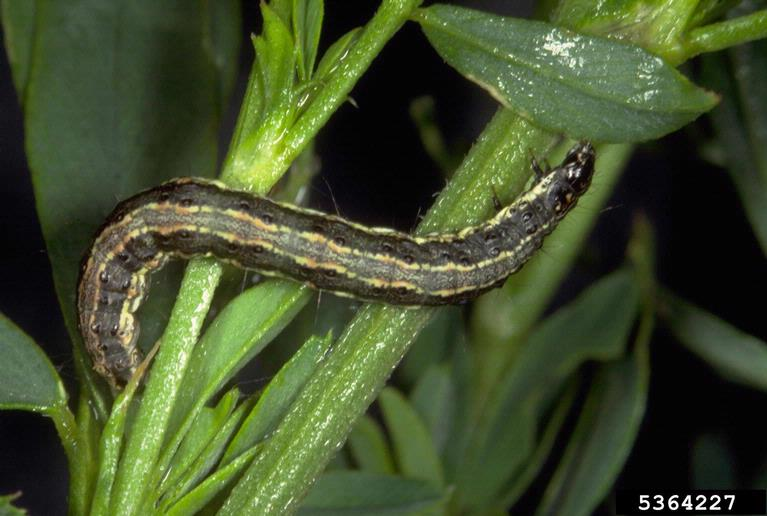

## Dottertaxa tillLoxostege, i alfabetisk ordning[1][2]
- Loxostege aemulalis
- Loxostege aeruginalis
- Loxostege aksualis
- Loxostege albertalis
- Loxostege albiceralis
- Loxostege albifascialis
- Loxostege allectalis
- Loxostege anartalis
- Loxostege annaphilalis
- Loxostege anpingialis
- Loxostege argyrostacta
- Loxostege asignata
- Loxostege asopialis
- Loxostege aureodiscalis
- Loxostege baccatalis
- Loxostege badakschanalis
- Loxostege bashgulatis
- Loxostege beatalis
- Loxostege bicoloralis
- Loxostege bilinea
- Loxostege boursini
- Loxostege brevivittalis
- Loxostege brunneitincta
- Loxostege calliaspis
- Loxostege callipeda
- Loxostege caradjana
- Loxostege cereralis
- Loxostege chrysalis
- Loxostege chrysitis
- Loxostege clarissalis
- Loxostege clathralis
- Loxostege clethrodes
- Loxostege commixtalis
- Loxostege comptalis
- Loxostege confusalis
- Loxostege conisphoralis
- Loxostege consortalis
- Loxostege crocalis
- Loxostege crocanthes
- Loxostege croesusalis
- Loxostege cupreicostalis
- Loxostege damergouensis
- Loxostege darwinialis
- Loxostege decaryalis
- Loxostege deliblatica
- Loxostege diaphana
- Loxostege dilutalis
- Loxostege diplochrysa
- Loxostege distictalis
- Loxostege divulsalis
- Loxostege dubitaria
- Loxostege egregialis
- Loxostege elutalis
- Loxostege ephippialis
- Loxostege epichrysa
- Loxostege euprepialis
- Loxostege eurychrysa
- Loxostege eversmanni
- Loxostege farsalis
- Loxostege federalis
- Loxostege ferriscriptalis
- Loxostege flagellalis
- Loxostege flavifimbrialis
- Loxostege flavinigralis
- Loxostege flavivenalis
- Loxostege floridalis
- Loxostege formosibia
- Loxostege frigidalis
- Loxostege frustalis
- Loxostege fulvalis
- Loxostege furvalis
- Loxostege fuscalis
- Loxostege fuscivenalis
- Loxostege gilvalis
- Loxostege glauca
- Loxostege goudii
- Loxostege grammetalla
- Loxostege granatalis
- Loxostege huebneri
- Loxostege illustralis
- Loxostege immerens
- Loxostege imperialis
- Loxostege indentalis
- Loxostege indotatellus
- Loxostege inornatalis
- Loxostege internationalis
- Loxostege intinctalis
- Loxostege iotaenialis
- Loxostege jaliscalis
- Loxostege jucundalis
- Loxostege kearfottalis
- Loxostege kingi
- Loxostege lacunalis
- Loxostege lepidalis
- Loxostege leucalis
- Loxostege leuconeuralis
- Loxostege leucostictalis
- Loxostege lulualis
- Loxostege lupulina
- Loxostege macrospinalis
- Loxostege malekalis
- Loxostege mancaloides
- Loxostege manualis
- Loxostege microdontalis
- Loxostege minimalis
- Loxostege minor
- Loxostege mira
- Loxostege mojavealis
- Loxostege muscosalis
- Loxostege naranjalis
- Loxostege nigrirenalis
- Loxostege nissalis
- Loxostege nivalis
- Loxostege nubilalis
- Loxostege oberthuralis
- Loxostege oblinalis
- Loxostege ochrealis
- Loxostege oculifera
- Loxostege offumalis
- Loxostege olivalis
- Loxostege osthelderi
- Loxostege oxalis
- Loxostege pallidalis
- Loxostege peltalis
- Loxostege peltalodes
- Loxostege perbonalis
- Loxostege perplexalis
- Loxostege peruensis
- Loxostege phaenolis
- Loxostege phaeoneuralis
- Loxostege phaeopteralis
- Loxostege philocapna
- Loxostege pictalis
- Loxostege plumbatalis
- Loxostege plumbofascialis
- Loxostege praecultalis
- Loxostege pseliota
- Loxostege quaestoralis
- Loxostege rainierensis
- Loxostege rhabdalis
- Loxostege robustalis
- Loxostege rubralis
- Loxostege rubrotinctalis
- Loxostege sanpetealis
- Loxostege saxicolalis
- Loxostege scandinavalis
- Loxostege scutalis
- Loxostege septentrionalis
- Loxostege sierralis
- Loxostege simplalis
- Loxostege spinalis
- Loxostege sticticalis
- Loxostege straminealis
- Loxostege subcuprea
- Loxostege subvitrealis
- Loxostege sulphuralis
- Loxostege tenebrosa
- Loxostege terpnalis
- Loxostege tesselalis
- Loxostege testula
- Loxostege tetragonalis
- Loxostege tetraplaca
- Loxostege thallophilalis
- Loxostege thiophara
- Loxostege thioscia
- Loxostege triumphalis
- Loxostege tschelialis
- Loxostege turbidalis
- Loxostege typhonalis
- Loxostege umbrifera
- Loxostege umbrosalis
- Loxostege unicoloralis
- Loxostege uniformis
- Loxostege wagneri
- Loxostege venustalis
- Loxostege vespertilio
- Loxostege virescalis
- Loxostege xanthalis
- Loxostege xuthusalis
- Loxostege yuennanensis
- Loxostege ziczac
- Loxostege zygosema